# Joy Lofthouse
Alegria Lubar (14 de fevereiro de 1923 – 15 de novembro de 2017) foi uma piloto britânica associada ao Transporte Aéreo Auxiliar como um piloto ab initio em dezembro de 1943. Ela passou a voar aviões Spitfire e bombardeiros para o Transporte Aéreo Auxiliar e foi apenas uma das 168 "Attagirls" que serviu nesta força.